# Акімов Анатолій Андрійович
Анатолій Андрійович Акімов (нар. 17 квітня 1930, Хабаровськ, тепер Хабаровський край, Російська Федерація — 4 жовтня 2012, місто Червоноград Львівської області) — український радянський діяч, новатор виробництва, почесний шахтар Львівсько-Волинського вугільного басейну. Герой Соціалістичної Праці (30.03.1971). Депутат Верховної Ради УРСР 8-го скликання. Член ЦК Профспілки вугільників СРСР.

## Біографія
Народився в родині інтелігентів. Закінчив сім класів школи, потім навчався у школі фабрично-заводського навчання (ФЗН).
Трудову діяльність розпочав у 1945 році, після навчання у ФЗН, на вольфрамово-молібденовому руднику Бурят-Монгольської АРСР. Працював підношувачем бурів, бурильником, підривником, коногоном. У 1947—1950 роках — помічник кріпильника, кріпильник, вибійник на шахтах міста Караганди Казахської РСР.
У 1950—1953 роках — служба на Тихоокеанському флоті Військово-морських сил СРСР.
У 1953—1956 роках — забійник, бригадир комсомольської бригади шахти № 30 «Рутченківська» Сталінської області УРСР. У 1956 році за наказом Міністра вугільної промисловості УРСР Засядька направлений, як представник кращої комсомольської бригади, на розбудову Львівсько-Волинського вугільного басейну в місто Нововолинськ.
У 1957—1959 роках — бригадир робітників очисного вибою шахти № 2 «Великомостівська» Львівсько-Волинського вугільного басейну. У 1959—1961 роках — бригадир робітників очисного вибою шахти селища Замківка (міста Брянки) Луганської області.
У 1961—1966 роках — бригадир робітників очисного вибою шахти № 4 «Великомостівська» Львівсько-Волинського вугільного басейну. Член КПРС з 1962 року.
У 1966—1989 роках — бригадир робітників очисного вибою шахти № 8 «Великомостівська-Комсомольська» комбінату «Укрзахідвугілля» Сокальського району Львівської області.
Указом Президії Верховної Ради СРСР від 30 березня 1971 року за видатні успіхи у виконанні завдань п'ятирічного плану із розвитку вугільної і сланцевої промисловості та досягнення високих техніко-економічних показників Акімову Анатолію Андрійовичу присвоєно звання Героя Соціалістичної Праці із врученням ордену Леніна і золотої медалі «Серп і Молот».
У 1972 році бригада Акімова встановила світовий рекорд на малих пластах вугілля. З 21 вересня по 24 жовтня 1972 року, за 31 робочий день, видобувна бригада видала на-гора 67 тисяч тонн вугілля при середньодобовому навантаженні на лаву 2160 тонн. Продуктивність праці робітника — 120,5 тонн на вихід, місячна продуктивність шахтаря — 2860 тонн твердого палива.
З 1989 року — на пенсії в місті Червонограді Львівської області.

## Нагороди
- Герой Соціалістичної Праці (30.03.1971)
- два ордени Леніна (30.03.1971, 29.04.1986)
- орден Жовтневої Революції (19.02.1974)
- медаль «За трудову відзнаку» (1966)
- медалі
- знак «Шахтарська слава» трьох ступенів
- знак «Шахтарська доблесть»
- Грамота Президії Верховної Ради Української РСР
- заслужений шахтар Української РСР (23.08.1968)
- почесний шахтар СРСР